# Atoniomyia laterepunctata
Atoniomyia laterepunctata là một loài ruồi trong họ Asilidae. Atoniomyia laterepunctata được Hermann miêu tả năm 1912. Loài này phân bố ở vùng Tân nhiệt đới.